# Liste der denkmalgeschützten Objekte in Bruck an der Mur
Die Liste der denkmalgeschützten Objekte in Bruck an der Mur enthält die 63 denkmalgeschützten, unbeweglichen Objekte der österreichischen Stadtgemeinde Bruck an der Mur im steirischen Bezirk Bruck-Mürzzuschlag.

## Denkmäler
| Foto |                 | Denkmal                                                                                       | Standort                                                         | Beschreibung | Metadaten |
| ---- | --------------- | --------------------------------------------------------------------------------------------- | ---------------------------------------------------------------- | --- | --- |
| ja   | Datei hochladen | Steinkreuz HERIS-ID: 92978 Objekt-ID: 107967                                                  | Landskrongasse / Wiener Straße Standort KG: Berndorf             | Der ca. 8 m hohe Bildstock im gotischen Stil stammt aus dem 15. Jahrhundert und markierte die Grenze zwischen den Landgerichtssprengeln von Bruck und Kapfenberg, aber auch zwischen dem landesfürstlichen Magistrat Bruck und Pischk, das damals von den Stubenbergern verwaltet wurde. Er wird erstmals in einem um 1480 angelegten Urbar der Herrschaft Landskron erwähnt. Platziert auf einer Anhöhe, war er in früheren Zeiten noch weithin sichtbar und diente auch als Landmarke. Er verfügt an allen vier Seiten über kannelierte Eckpfeiler mit Maßwerk verzierten Spitzbogennischen im oberen Bereich. In diesen Nischen standen ursprünglich vier Sandsteinstatuen die heute nicht mehr erhalten sind. Es handelte sich dabei um eine Madonnenstatue mit Kind, eine Heilandsstatue aus der Entstehungszeit und später hinzugefügte barocke Nachbildungen des hl. Rochus und der Mariazeller Marienstatue. In den Jahren zwischen 2000 und 2005 wurde das Monument von Grund auf restauriert. | BDA-Hist.: Q37761009 Status: § 2a Stand der BDA-Liste: 2025-06-30 Name: Steinkreuz GstNr.: .30/6 |
| ja   | Datei hochladen | Pöglhof (Hauptgebäude) HERIS-ID: 92960 Objekt-ID: 107946seit 2020                             | Pöglhof 1 Standort KG: Berndorf                                  | Der Gutshof, errichtet anstelle einer Wehranlage der Eppensteiner aus dem 11. Jahrhundert, war von 1531 bis 1578 im Besitz der Hammergewerken Pögl. Ein historischer Umbau erfolgte in der 2. Hälfte des 19. Jahrhunderts unter Einbeziehung eines mittelalterlichen Turmes an der Südwestecke. | BDA-Hist.: Q105646655 Status: Bescheid Stand der BDA-Liste: 2025-06-30 Name: Pöglhof (Hauptgebäude) GstNr.: 89/5 Pöglhof                                                                                            |
| ja   | Datei hochladen | Kath. Filialkirche hl. Georg am Pöglhof HERIS-ID: 36884 Objekt-ID: 35921                      | Pöglhof 1a Standort KG: Berndorf                                 | Aus dem Jahr 927 ist eine Siedlung „ad Muorizakimundi“ bezeugt. Ihre exakte Lokalisierung ist noch nicht gelungen, wahrscheinlich war sie aber mit dem seit 1066 im Besitz des Adelsgeschlechts der Eppensteiner befindlichen Gut „Lominicha“ identisch, zu dem eine „ecclesia St. Georgii“ gehörte. Die Filialkirche hl. Georg am Pöglhof wurde wohl über der ehemaligen Befestigung der Eppensteiner errichtet. Die dem Schutzpatron der Ritter, Sankt Georg, geweihte Kirche ist im Kern romanisch. Der Kirchenbau wird erstmals 1060 als Eigenkirche des Markwart von Eppenstein erwähnt. 1066 wurde sie auch mit dem Tauf- und Begräbnisrechtprivileg belehnt. Ende des 15. Jahrhunderts wird sie im Stil der Spätgotik umgebaut. Die Fassade ist schlicht und weist keinerlei Gliederung auf. Das Langhaus ist mit einem Walmdach gedeckt, das von einem sechseckigen Dachreiter bekrönt wird. Ende des 17. Jahrhunderts erfolgte im Norden des Chores der Anbau einer Sakristei. Erwähnenswert ist ansonsten das Westportal mit Schulterbogen, das Nordportal mit Rundbogen sowie ein Spitzbogenfenster im Süden und ein Fenster mit Maßwerk im Osten. Das Sternrippengewölbe im Inneren ist reich mit Pflanzenornamenten dekoriert. Die Rippen sind in den Farben gelb, grün, rot und blau angemalt. Das Netzrippengewölbe des Chors wurde um 1500 mit Rankenmotiven, Evangelistensymbolen, einem Christusmonogramm sowie Büsten der vier Kirchenväter dekoriert. Weiters wurde dort der Wappenbaum des Georg Kugelmann angebracht. Die Langhaussüdwand ist in Bildfelder unterteilt, die die 14 Nothelfer darstellen. Darüber berichten Inschriften über Ereignisse zwischen 1490 und 1511. Das Altarbild von 1712 stellt den hl. Georg dar. An den Seiten sind die Heiligen Franz Xaver und Nepomuk abgebildet. Künstlerisch wertvoll ist auch eine Schnitzarbeit der Anna selbdritt von 1420 bis 1430. | BDA-Hist.: Q37972702 Status: Bescheid Stand der BDA-Liste: 2025-06-30 Name: Kath. Filialkirche hl. Georg am Pöglhof GstNr.: .29 Pöglhofkapelle                                                                      |
| ja   | Datei hochladen | Minoritenkloster HERIS-ID: 36878 Objekt-ID: 35914                                             | Am Grazer Tor 1 Standort KG: Bruck an der Mur                    | | BDA-Hist.: Q37972658 Status: Bescheid Stand der BDA-Liste: 2025-06-30 Name: Minoritenkloster GstNr.: .126/1 |
| ja   | Datei hochladen | Bürgerhaus HERIS-ID: 36879 Objekt-ID: 35915                                                   | Am Grazer Tor 2 Standort KG: Bruck an der Mur                    | Das Bürgerhaus stammt im Kern aus dem 15./16. Jahrhundert, die zweigeschoßige Fassade vom Ende des 18. Jahrhunderts. | BDA-Hist.: Q37972667 Status: Bescheid Stand der BDA-Liste: 2025-06-30 Name: Bürgerhaus GstNr.: .145/1 |
| ja   | Datei hochladen | Maria-Hilf-Kapelle HERIS-ID: 93311 Objekt-ID: 108327                                          | Am Schiffertor Standort KG: Bruck an der Mur                     | Wann genau der Grundstein der Kapelle gelegt wurde, ist unklar. Erstmals 1783 urkundlich erwähnt. Der spätbarocke Bau mit Volutengiebel und zweijochigem Kreuzgratgewölbe samt dem Altarabschlussgitter stammt aus dem 18. Jahrhundert und wurde an die äußere der doppelten Stadtmauer angebaut. Teile des Inventars wurden durch mehrere Brände beschädigt. Die Kapelle wurde 1924 mit Hilfe von Spenden der Stadtbevölkerung restauriert, die letzten Renovierungsmaßnahmen erfolgten in den Jahren 1998/1999 (Stand 2012)[veraltet]. | BDA-Hist.: Q37761936 Status: § 2a Stand der BDA-Liste: 2025-06-30 Name: Maria-Hilf-Kapelle GstNr.: .207/2 |
| ja   | Datei hochladen | Schifferturm und Teil der Stadtbefestigung HERIS-ID: 93361 Objekt-ID: 108378                  | Am Schiffertor 1 Standort KG: Bruck an der Mur                   | Überrest der Befestigungen des 1888 abgetragenen Schiffertores. | BDA-Hist.: Q37762068 Status: § 2a Stand der BDA-Liste: 2025-06-30 Name: Schifferturm und Teil der Stadtbefestigung GstNr.: 78/4                                                                                     |
| ja   | Datei hochladen | Teile der Stadtbefestigung HERIS-ID: 101712 Objekt-ID: 118055                                 | Am Schiffertor 3 Standort KG: Bruck an der Mur                   | Die mittelalterliche Stadt war von einer Steinmauer umgeben, die durch insgesamt 12 Türme gesichert wurde. Einige Türme sind erhalten geblieben, dazu zählen der heutige Uhrturm, der Schifferturm sowie die Türme im Stephanienpark und die Ruine in der Fridrichsallee. Von den vier stark befestigten Toranlagen, durch die man in die Stadt gelangte, ist nichts mehr zu sehen. | BDA-Hist.: Q37788560 Status: § 2a Stand der BDA-Liste: 2025-06-30 Name: Teile der Stadtbefestigung GstNr.: 162, 837, 193/1, .207/2, 78/1, .211                                                                      |
| ja   | Datei hochladen | Zwei Postmeilensteine und zwei Prellsteine HERIS-ID: 107354 Objekt-ID: 124671                 | Brandstetterstraße 52–56, ger. Nr. Standort KG: Bruck an der Mur | Bei der Straßenmeisterei sind alte Meilensteine und Prellsteine sekundär aufgestellt, ein Meilenstein ist von dem Typ, der 1837 aufgestellt wurde | BDA-Hist.: Q37809831 Status: § 2a Stand der BDA-Liste: 2025-06-30 Name: Zwei Postmeilensteine und zwei Prellsteine GstNr.: 787/3 Halbmeilensäulen, Bruck an der Mur                                                 |
| ja   | Datei hochladen | Volksschule HERIS-ID: 94438 Objekt-ID: 109592                                                 | Dr.-Theodor-Körner-Straße 15 Standort KG: Bruck an der Mur       | | BDA-Hist.: Q37764423 Status: § 2a Stand der BDA-Liste: 2025-06-30 Name: Volksschule GstNr.: .321 Volksschule Körnerstraße (Bruck an der Mur)                                                                        |
| ja   | Datei hochladen | Bildstock HERIS-ID: 94463 Objekt-ID: 109619                                                   | bei Dr.-Theodor-Körner-Straße 26 Standort KG: Bruck an der Mur   | Der vierseitige Renaissance-Tabernakelpfeiler steht vor dem Areal des ehemaligen Kapuzinerkloster (im 19. Jahrhundert aufgelassen) und wurde laut Inschrift und Wappen 1606 vom Bürgermeister Martin Hietwol gestiftet. In der Nische des Aufsatzes ist eine Madonnenstatue aus dem Stiftungsjahr angebracht. Darunter ist das Wappen der Familie Hitwohl mit seinen Initialen H.M., die Jahresangabe 1606 und eine Inschrift zu sehen. | BDA-Hist.: Q37764517 Status: § 2a Stand der BDA-Liste: 2025-06-30 Name: Bildstock GstNr.: 113/3 |
| ja   | Datei hochladen | Wohnhaus HERIS-ID: 94442 Objekt-ID: 109596                                                    | Dr.-Theodor-Körner-Straße 30 Standort KG: Bruck an der Mur       | | BDA-Hist.: Q37764434 Status: § 2a Stand der BDA-Liste: 2025-06-30 Name: Wohnhaus GstNr.: .339 |
| ja   | Datei hochladen | Kindergarten HERIS-ID: 94446 Objekt-ID: 109601                                                | Dr.-Theodor-Körner-Straße 31 Standort KG: Bruck an der Mur       | | BDA-Hist.: Q37764450 Status: § 2a Stand der BDA-Liste: 2025-06-30 Name: Kindergarten GstNr.: .199, 97/1 Kindergarten Bruck an der Mur                                                                               |
| ja   | Datei hochladen | Ehem. Bürgerspital mit Martinskapelle HERIS-ID: 94451 Objekt-ID: 109606                       | Dr.-Theodor-Körner-Straße 37 Standort KG: Bruck an der Mur       | Das zweigeschoßige Spitalsgebäude stammt wahrscheinlich aus der Zeit der Stadtgründung. Erstmals wurde es 1329 urkundlich als Stiftung Elisabeths, der Gattin von Herzog Friedrich dem Schönen, erwähnt. Sein Kern wurde zwischen dem 15. und 16. Jahrhundert erbaut. 1331 wurde die Martinskapelle angebaut. Der heute noch sichtbare Bau stammt aus dem 14/15. Jahrhundert. Er ist an der Nordseite mit einem spätgotischen Spitzbogenportal und ein zweibahniges Fenster mit Fischblasenmaßwerk versehen. Neben dem Portal ist das Fresko einer weiblichen Heiligenfigur zu sehen. Der Chor verfügt über zwei weitere zweibahnige Maßwerkfenster. Das Langhaus wird im Inneren von einem Sternrippengewölbe aus der zweiten Hälfte des 15. Jahrhunderts gedeckt. Das Kreuzrippengewölbe im Chor (14. Jahrhundert) wird durch einen – das Lamm Gottes darstellenden – Schlussstein geschlossen. Das 1518 von einer Familie Leiner gestiftete Altarbild des hl. Martin ist eines der bedeutendsten Werke der Spätgotik in der Steiermark. Das Original befindet sich heute im Joanneum Graz. | BDA-Hist.: Q37764481 Status: § 2a Stand der BDA-Liste: 2025-06-30 Name: Ehem. Bürgerspital mit Martinskapelle GstNr.: .229 Martinskapelle in Bruck an der Mur, Österreich                                           |
| ja   | Datei hochladen | Höhere Bundeslehranstalt für Forstwirtschaft HERIS-ID: 94461 Objekt-ID: 109617seit 2012       | Dr.-Theodor-Körner-Straße 44 Standort KG: Bruck an der Mur       | Die Höhere Bundeslehranstalt für Forstwirtschaft Bruck an der Mur wurde im Jahr 1900 eröffnet, das Hauptgebäude ist ein späthistoristischer ärarischer Bau. | BDA-Hist.: Q117192687 Status: Bescheid Stand der BDA-Liste: 2025-06-30 Name: Höhere Bundeslehranstalt für Forstwirtschaft GstNr.: 415 HBLA Bruck an der Mur - Main building                                         |
| ja   | Datei hochladen | Ehem. Hl. Geistkapelle HERIS-ID: 64301 Objekt-ID: 77008                                       | Einödstraße 12 Standort KG: Bruck an der Mur                     | 1495–1497 im Stil der Spätgotik erbaut, zeichnet sich der Sakralbau vor allem durch seinen ungewöhnlichen Grundriss aus, der ein gleichseitiges Dreieck bildet. Der sechseckige Innenraum wird durch ein Sternrippengewölbe überdeckt. 1794 aufgelassen, diente die Kapelle später als Wirtshaus, Heustadel und bis in die 1990er Jahre als Wohnhaus. 2011 wurde eine Initiative zur Wiederherstellung als Sakralbau und Mahnmal ins Leben gerufen. Das Gebäude wurde von 2013 bis 2018 saniert und wieder weitestgehend in den ursprünglichen Bauzustand versetzt. | BDA-Hist.: Q1594858 Status: Bescheid Stand der BDA-Liste: 2025-06-30 Name: Ehem. Hl. Geistkapelle GstNr.: .289 Heiligen-Geist-Kapelle Bruck an der Mur                                                              |
| ja   | Datei hochladen | Stuckhütte und Waffensammlung HERIS-ID: 93354 Objekt-ID: 108371                               | Etzersteig 1 Standort KG: Bruck an der Mur                       | | BDA-Hist.: Q37762025 Status: § 2a Stand der BDA-Liste: 2025-06-30 Name: Stuckhütte und Waffensammlung GstNr.: .25 Stuckhütte in Bruck an der Mur, Austria                                                           |
| ja   | Datei hochladen | Uhrturm, Teil der Stadtbefestigung HERIS-ID: 93352 Objekt-ID: 108369                          | Etzersteig 2 Standort KG: Bruck an der Mur                       | Erbaut 1263 als Torturm des castrum prukke, die spätere Burg Landskron. Die Durchfahrt konnte durch zwei Holztore verschlossen werden. Der Bau diente seit 1792 als Unterkunft für den Stadtbrandwächter. 1890/91 wurde der Turm im Auftrag des Wehrhauptmannes Rathschüler mit dem umlaufenden Balkon, sowie mit einem Spitzdach versehen und um ein Stockwerk erhöht. Seit 1983 wird der Turm als Versuchssendestation verwendet. | BDA-Hist.: Q37762002 Status: § 2a Stand der BDA-Liste: 2025-06-30 Name: Uhrturm, Teil der Stadtbefestigung GstNr.: .416 Uhrturm, Bruck an der Mur                                                                   |
| ja   | Datei hochladen | Burgruine Landskron HERIS-ID: 93355 Objekt-ID: 108372                                         | Etzersteig Standort KG: Bruck an der Mur                         | Die Burg im Südosten des Schlossbergplateaus wurde urkundlich 1265 als castrum prukke erwähnt und diente zunächst ausschließlich Verteidigungszwecken, seltener auch als landesfürstliche Unterkunft. 1461 wird der Name Landskron gebräuchlich. Die Burg wurde 1792 beim großen Stadtbrand zerstört und musste aus Sicherheitsgründen abgetragen werden. Nach einer Beschreibung von 1840 war sie weder „groß noch prächtig“. Der Zentralbau war zweistöckig und stadtseitig an der West- und Ostseite mit einem kleinen Turm versehen. Die Ringmauer war im inneren mit einem hölzernen gedeckten Wehrgang und zwei Schießschartenreihen versehen. 1909 wurde auf dem Schlossbergplateau ein Restaurant errichtet, das 1979 abbrannte. 2003 wurden Fundamentreste der Südmauer und des Ostturmes beobachtet. Heute ist von der Festung außer den Resten der Ringmauer mit ihren massiven Stützpfeilern, dem Burgtor und dem später zum Uhrturm umgestalteten Torturm nichts mehr erhalten. | BDA-Hist.: Q1803872 Status: § 2a Stand der BDA-Liste: 2025-06-30 Name: Burgruine Landskron GstNr.: 211, 212/1, 212/2, 276, 829/2, 829/3 Burgruine Landskron                                                         |
| ja   | Datei hochladen | Hauszeichen hl. Florian am Rüsthaus der FF HERIS-ID: 94464 Objekt-ID: 109620                  | Fraunedergasse 5, 5a Standort KG: Bruck an der Mur               | | BDA-Hist.: Q37764525 Status: § 2a Stand der BDA-Liste: 2025-06-30 Name: Hauszeichen hl. Florian GstNr.: 112/1 |
| ja   | Datei hochladen | Hahnhof HERIS-ID: 94467 Objekt-ID: 109623                                                     | Grabenfeldstraße 3 Standort KG: Bruck an der Mur                 | Erbaut von 1949 bis 1953 unter Bürgermeister August Hahn nach Plänen des Architekten Rudolf Giendl. Es war das erste Großprojekt des kommunalen Wohnbaus der Stadtgemeinde nach dem 2. Weltkrieg. Von 2001 bis 2004 wurde das Gebäude generalsaniert. | BDA-Hist.: Q37764534 Status: § 2a Stand der BDA-Liste: 2025-06-30 Name: Hahnhof GstNr.: .1103, .1104, .1105, .1106, .1107, .910, .911, .912, .913, .914, .915, .916, .917, .960, .961, .964, .965, .966             |
| ja   | Datei hochladen | Evang. Pfarrhof HERIS-ID: 94486 Objekt-ID: 109642                                             | Grabenfeldstraße 4 Standort KG: Bruck an der Mur                 | Das Pfarrhaus stammt von Otto Kuhlmann aus den Jahren 1913/14. Es sollte gemeinsam mit einer Pfarrkirche errichtet werden, das Projekt scheiterte aber durch den Ausbruch des Ersten Weltkriegs. | BDA-Hist.: Q37764553 Status: § 2a Stand der BDA-Liste: 2025-06-30 Name: Evang. Pfarrhof GstNr.: .317 |
| ja   | Datei hochladen | Evang. Pfarrkirche A.B. HERIS-ID: 50988 Objekt-ID: 56525                                      | Grabenfeldstraße 4 Standort KG: Bruck an der Mur                 | Die Kirche wurde 1957–1959 nach Plänen von Sepp Letzner und Laurenz Schweighofer errichtet. Sie ist ein oktogonaler Zentralbau mit Zeltdach, das von einem Umgang abgeschlossen und von einem Dachreiter bekrönt wird. | BDA-Hist.: Q38043034 Status: § 2a Stand der BDA-Liste: 2025-06-30 Name: Evang. Pfarrkirche A.B. GstNr.: .1287 |
| BW   | Datei hochladen | Wohnhaus, ehem. St. Floriani-Beneficiatenhaus HERIS-ID: 93321seit 2025                        | Hoher Markt 7 Standort KG: Bruck an der Mur                      | | BDA-Hist.: Q135183754 Status: Bescheid Stand der BDA-Liste: 2025-06-30 Name: Wohnhaus, ehem. St. Floriani-Beneficiatenhaus GstNr.: 1569                                                                             |
| ja   | Datei hochladen | Flößmeisterhaus HERIS-ID: 36880 Objekt-ID: 35916                                              | Herzog-Ernst-Gasse 5 Standort KG: Bruck an der Mur               | Das Flößmeisterhaus stammt im Kern aus dem 2. Viertel des 16. Jahrhunderts (um 1530) und wurde nach vier Flößmeistern benannt die zwischen 1763 und 1801 in Bruck lebten. Es ist zweigeschoßig und vierachsig mit einem abgefasten Rundbogenportal mit gekuppelten Renaissancefenstern (Südfassade) darüber. Der Rundbogen ruht auf gewundenen kannelierten Säulen mit einer reich ornamentierter rechteckiger Umrahmung sowie Architrav. Im Innenhof zweigeschoßige Arkaden, die oberen wurden vermutlich nach dem Stadtbrand von 1792 erneuert. | BDA-Hist.: Q37972676 Status: Bescheid Stand der BDA-Liste: 2025-06-30 Name: Flößmeisterhaus GstNr.: .68 |
| ja   | Datei hochladen | Mesnerhaus HERIS-ID: 36882 Objekt-ID: 35918                                                   | Heubergstraße 1 Standort KG: Bruck an der Mur                    | Das Mesnerhaus steht an der Friedhofsmauer, ist zweigeschoßig und mit Schopfwalmdach gedeckt. Das Erdgeschoß ist gemauert, das Obergeschoß wurde m Blockbau errichtet. Vermutlich stammt das Gebäude aus dem 18. Jahrhundert. | BDA-Hist.: Q37972686 Status: § 2a Stand der BDA-Liste: 2025-06-30 Name: Mesnerhaus GstNr.: .311 |
| ja   | Datei hochladen | Kath. Filialkirche hl. Ruprecht bei Bruck HERIS-ID: 50992 Objekt-ID: 56530                    | Heubergstraße 1b Standort KG: Bruck an der Mur                   | Die ursprünglich romanische Kirche wurde 1415/16 erweitert und gotisch überformt. Der Turm wurde 1770 erhöht und mit einer barocken Zwiebelhaube versehen. Das Langhaus ist zweischiffig und vierjochig mit Kreuzrippengewölbe und geht in eine Apsis mit 5/8-Schluss über, im Süden ist außerdem ein Sakristeihäuschen angebaut. Bedeutend sind die Fresken am Triumphbogen aus der Umbauzeit, die die größte erhaltene mittelalterliche Wandmalerei der Steiermark darstellen. | BDA-Hist.: Q2323058 Status: § 2a Stand der BDA-Liste: 2025-06-30 Name: Kath. Filialkirche hl. Ruprecht bei Bruck GstNr.: .310 Filialkirche hl. Ruprecht (Bruck an der Mur)                                          |
| ja   | Datei hochladen | Karner HERIS-ID: 92248 Objekt-ID: 107161                                                      | Heubergstraße 1c Standort KG: Bruck an der Mur                   | Der vermutlich aus dem 13. Jahrhundert stammende romanische Rundbau war ursprünglich eine dem hl. Erhard geweihte Kapelle. Sie hat eine Rundapsis und ein kuppeliges Gewölbe. Das achteckige Obergeschoß und das Dach sind gotisch. Seit 1931 dient der Karner als Kriegergedächtniskapelle. Die Fenster wurden modernisiert. | BDA-Hist.: Q37759253 Status: § 2a Stand der BDA-Liste: 2025-06-30 Name: Karner GstNr.: .429 |
| ja   | Datei hochladen | Stadtpfarrkirche Mariä Geburt und ehem. Friedhofsfläche HERIS-ID: 50989 Objekt-ID: 56526      | Kirchplatz 1a Standort KG: Bruck an der Mur                      | Errichtet um 1270 im romanischen Baustil (Turm, Westtor, Chor). Um 1300 erweiterte man die Kirche um das gotische Presbyterium. Die reich verzierte Tür der Sakristei ist ein Meisterwerk mittelalterlicher Schmiedekunst und stammt aus den Jahren um 1500. Die Seitenaltäre wurden 1755 aufgestellt, Kanzel und Hochaltar am Anfang des 19. Jahrhunderts. 1890 wurde die barocke Zwiebelhaube des Glockenturms durch den heute noch existierenden Turmhelm ersetzt. Der Turm erreicht damit eine Höhe von 68 m. | BDA-Hist.: Q1670990 Status: § 2a Stand der BDA-Liste: 2025-06-30 Name: Stadtpfarrkirche Mariä Geburt und ehem. Friedhofsfläche GstNr.: .59, 826/12 Stadtpfarrkirche Bruck an der Mur                                |
| ja   | Datei hochladen | Pfarrhof mit Hofgebäude und Teil der Stadtbefestigung HERIS-ID: 50990 Objekt-ID: 56527        | Kirchplatz 1 Standort KG: Bruck an der Mur                       | | BDA-Hist.: Q38043057 Status: § 2a Stand der BDA-Liste: 2025-06-30 Name: Pfarrhof mit Hofgebäude und Teil der Stadtbefestigung GstNr.: 178/1, 178/2                                                                  |
| ja   | Datei hochladen | Rathaus HERIS-ID: 93112 Objekt-ID: 108110                                                     | Koloman-Wallisch-Platz 1 Standort KG: Bruck an der Mur           | Das im Kern spätgotische Rathaus wurde nach dem großen Stadtbrand im Jahre 1792 umgebaut. Es erhielt eine klassizistische lisenengegliederte Fassade von J. Rottmayr und Johann Hueber, darüber einen Dreiecksgiebel. Im Hof dreiseitige Säulenarkaden aus der Zeit um 1530 mit Platzlgewölben von Ende des 18. Jahrhunderts. | BDA-Hist.: Q37761371 Status: § 2a Stand der BDA-Liste: 2025-06-30 Name: Rathaus GstNr.: .62 |
| ja   | Datei hochladen | Apothekerhaus HERIS-ID: 93109 Objekt-ID: 108107                                               | Koloman-Wallisch-Platz 2 Standort KG: Bruck an der Mur           | Das Apothekerhaus stammt im Kern aus der 1. Hälfte des 16. Jahrhunderts, im Hof ist es mit zweigeschoßigen Säulenarkaden aus der Zeit um 1520/30 versehen. 2012–2013 wurde das Gebäude umfassend renoviert. | BDA-Hist.: Q37761361 Status: Bescheid Stand der BDA-Liste: 2025-06-30 Name: Apothekerhaus GstNr.: .61 |
| ja   | Datei hochladen | Antauerhaus HERIS-ID: 93077 Objekt-ID: 108072seit 2013                                        | Koloman-Wallisch-Platz 10 Standort KG: Bruck an der Mur          | Das dreigeschoßige Wohnhaus stammt aus dem Jahr 1905 von Adolf Ruprecht hat eine Fassade mit reichem secessionistischen Dekor. | BDA-Hist.: Q37761285 Status: Bescheid Stand der BDA-Liste: 2025-06-30 Name: Antauerhaus GstNr.: .186/1, 62 Antauerhaus                                                                                              |
| ja   | Datei hochladen | Kornmesserhaus HERIS-ID: 36883 Objekt-ID: 35920                                               | Koloman-Wallisch-Platz 22 Standort KG: Bruck an der Mur          | Das spätgotische Bürgerhaus Kornmesserhaus wurde 1495–1505 erbaut. | BDA-Hist.: Q1784581 Status: Bescheid Stand der BDA-Liste: 2025-06-30 Name: Kornmesserhaus GstNr.: .109/1 Kornmesserhaus (Bruck an der Mur)                                                                          |
| ja   | Datei hochladen | Wohn- und Geschäftshaus, Fabriziushaus HERIS-ID: 93114 Objekt-ID: 108113seit 2013             | Koloman-Wallisch-Platz 23 Standort KG: Bruck an der Mur          | Das Fabriziushaus stammt aus der 1. Hälfte des 16. Jahrhunderts. Drei Achsen der Fassade sind vorgezogen, die rundbogig gekehlten Arkaden ruhen auf Säulen, die Fenster sind gerade verdacht. Der Arkadenhof ist spätgotisch. | BDA-Hist.: Q37761382 Status: Bescheid Stand der BDA-Liste: 2025-06-30 Name: Wohn- und Geschäftshaus, Fabriziushaus GstNr.: .64                                                                                      |
| ja   | Datei hochladen | Eiserner Brunnen HERIS-ID: 93064 Objekt-ID: 108055                                            | Koloman-Wallisch-Platz 25, 26 Standort KG: Bruck an der Mur      | Der Brunnen auf dem Hauptplatz ist einer der künstlerisch wertvollsten schmiedeeisernen Brunnen in der Steiermark. Die gebauchte Steinbrüstung stammt laut Inschrift aus dem Jahre 1626, die gleichzeitige Brunnenlaube ist mit Spindelblumen und Schmiedeeisenranken besetzt und trägt als Bekrönung die Figur des hl. Georgs als Blechschnitt. Das Umfassungsgitter auf der Brüstung stammt aus dem Jahre 1693, das Schwungrad von 1883. 1961 wurde der Brunnen umfassend restauriert. | BDA-Hist.: Q37761237 Status: § 2a Stand der BDA-Liste: 2025-06-30 Name: Eiserner Brunnen GstNr.: 826/3 Eiserner Brunnen (Bruck an der Mur)                                                                          |
| ja   | Datei hochladen | Mariensäule HERIS-ID: 93066 Objekt-ID: 108057                                                 | Koloman-Wallisch-Platz 25, 26 Standort KG: Bruck an der Mur      | Die Mariensäule (so bezeichnet) wurde 1710 als Dank für überstandene Pest-, Feuer und Hochwasserkatastrophen im Zentrum des Hauptplatzes aufgestellt. Sie diente auch als Ausgangspunkt für Wallfahrten. Auf einem glatten Schaft steht die barocke Statue der Maria Immaculata, geschaffen von Josef Wolff, auf dem Sockel das Stadtwappen. Die Statuen der 6 Heiligen Florian, Sebastian, Joseph, Johann Nepomuk, Rochus und Antonius rechts und links der Säule stammen vom Brucker Bildhauer Ignaz Marxer. Nach dem Stadtbrand vom 1792 musste die Mariensäule einen Brunnen weichen und wurde in den Südteil des Platzes verlegt. 1796 renoviert und 1961 restauriert, wurde sie 2006 schließlich auf ihren heutigen Standort platziert. | BDA-Hist.: Q37761246 Status: § 2a Stand der BDA-Liste: 2025-06-30 Name: Mariensäule GstNr.: 826/3 Mariensäule, Bruck an der Mur                                                                                     |
| ja   | Datei hochladen | Bildstock HERIS-ID: 92275 Objekt-ID: 107193                                                   | bei Leobner Straße 71 Standort KG: Bruck an der Mur              | | BDA-Hist.: Q37759358 Status: § 2a Stand der BDA-Liste: 2025-06-30 Name: Bildstock GstNr.: 852/1 Shrine Leobnerstraße, Austria                                                                                       |
| ja   | Datei hochladen | Nischenbildstock HERIS-ID: 92344 Objekt-ID: 107263                                            | bei Lichtensteinstraße 2 Standort KG: Bruck an der Mur           | | BDA-Hist.: Q37759714 Status: § 2a Stand der BDA-Liste: 2025-06-30 Name: Nischenbildstock GstNr.: 572/3 Shrine Lichtensteinstraße, Bruck an der Mur                                                                  |
| ja   | Datei hochladen | Minoritenkirche Maria im Walde HERIS-ID: 50987 Objekt-ID: 56524                               | Minoritenplatz 1a Standort KG: Bruck an der Mur                  | Die Kirche wurde im späten 13. Jahrhundert errichtet und im späten 17. Jahrhundert barockisiert. Dies betrifft vor allem das Langhaus mit Rundgiebel, der noch sichtbar gotische Chor ist etwas erhöht. Im Inneren weist die Kirche bedeutende Fresken aus der Zeit um 1400 auf: an der Langhaussüdseite eine Darstellung des Martyriums des hl. Achatius, an der Langhausnordseite eine Darstellung des Zuges der hl. Drei Könige (letzteres nur mehr in Resten vorhanden). Die Innenausstattung ist größtenteils barock, so auch die Holzschnittarbeit Flucht nach Ägypten im Portaltympanon. | BDA-Hist.: Q38043019 Status: § 2a Stand der BDA-Liste: 2025-06-30 Name: Minoritenkirche Maria im Walde GstNr.: .88 Minoritenkirche Maria im Walde, Bruck an der Mur, Austria                                        |
| ja   | Datei hochladen | E-Werk Bruck an der Mur HERIS-ID: 92895 Objekt-ID: 107865                                     | Murinsel 2 Standort KG: Bruck an der Mur                         | Das E-Werk stammt aus dem Jahr 1903 von Gustav Witz, die neoklassizistische Architektur ist trotz eines Umbaus im Jahr 1957 noch gut sichtbar. | BDA-Hist.: Q37760854 Status: § 2a Stand der BDA-Liste: 2025-06-30 Name: E-Werk Bruck an der Mur GstNr.: .377, .378, 452/1                                                                                           |
| ja   | Datei hochladen | Freibad HERIS-ID: 92891 Objekt-ID: 107861                                                     | Murinsel 5 Standort KG: Bruck an der Mur                         | Die 1963/64 erbaute Anlage mit 30.800 m² Grünfläche und 2.200 m² Wasserfläche, eines der größten Freibäder der Obersteiermark. | BDA-Hist.: Q37760845 Status: § 2a Stand der BDA-Liste: 2025-06-30 Name: Freibad GstNr.: 452/13 |
| ja   | Datei hochladen | Kino, Stadthalle HERIS-ID: 94432 Objekt-ID: 109586                                            | Parkgasse 6 Standort KG: Bruck an der Mur                        | | BDA-Hist.: Q37764381 Status: § 2a Stand der BDA-Liste: 2025-06-30 Name: Kino, Stadthalle GstNr.: .497 Kulturhaus Bruck an der Mur                                                                                   |
| ja   | Datei hochladen | Pius-Institut der Kreuzschwestern HERIS-ID: 92886 Objekt-ID: 107856                           | Piusallee 1 Standort KG: Bruck an der Mur                        | | BDA-Hist.: Q37760815 Status: § 2a Stand der BDA-Liste: 2025-06-30 Name: Pius-Institut der Kreuzschwestern GstNr.: .309                                                                                              |
| ja   | Datei hochladen | Hauskapelle Pius-Institut HERIS-ID: 92887 Objekt-ID: 107857                                   | Piusallee 1 Standort KG: Bruck an der Mur                        | | BDA-Hist.: Q37760826 Status: § 2a Stand der BDA-Liste: 2025-06-30 Name: Hauskapelle Pius-Institut GstNr.: .309 |
| ja   | Datei hochladen | Ehem. Staudegger-Kaserne HERIS-ID: 36885 Objekt-ID: 35922                                     | Roseggerstraße 32 Standort KG: Bruck an der Mur                  | Der zweigeschoßige, achtachsige Bau stammt aus der 1. Hälfte des 16. Jahrhunderts, die schlichte Fassade mit Fensterfaschen aus dem 18. Jahrhundert. Rundbogentor. Im Hof Obergeschoßarkaden auf Achteckpfeilern aus der Zeit um 1530 und Korbbogenarkaden vermutlich aus dem 18. Jahrhundert. | BDA-Hist.: Q37972711 Status: Bescheid Stand der BDA-Liste: 2025-06-30 Name: Ehem. Staudegger-Kaserne GstNr.: .144                                                                                                   |
| ja   | Datei hochladen | Reckturm und Teil der Stadtbefestigung HERIS-ID: 93359 Objekt-ID: 108376                      | Schillerstraße 7 Standort KG: Bruck an der Mur                   | Der – ursprünglich halbrunde – Turm wurde im 13. Jahrhundert errichtet. Im Laufe der Zeit mehrmals umgebaut wurde er verschiedenen Nutzungen zugeführt. Im 16. und 17. Jahrhundert diente er als sog. „Reckturm“, in dem „peinliche Befragungen“ (Folter) durchgeführt wurden. Anfang des 19. Jahrhunderts wurde er zu Wohnzwecken umgebaut, er erhielt ein sechseckiges Obergeschoß mit raumhohen Fenstern und einen Balkon im Biedermeierstil. Der Stiegenaufgang im Osten wurde Ende des 19. Jahrhunderts zugefügt. Der Turm war bis in die 1990er Jahre bewohnt. | BDA-Hist.: Q37762057 Status: § 2a Stand der BDA-Liste: 2025-06-30 Name: Reckturm und Teil der Stadtbefestigung GstNr.: .208, 176, 192/1 Reckturm in Bruck an der Mur, Austria                                       |
| ja   | Datei hochladen | Wohnhaus HERIS-ID: 94443 Objekt-ID: 109597                                                    | Stadtwerkestraße 1 Standort KG: Bruck an der Mur                 | | BDA-Hist.: Q37764440 Status: § 2a Stand der BDA-Liste: 2025-06-30 Name: Wohnhaus GstNr.: .1334 |
| ja   | Datei hochladen | Friedhof von St. Ruprecht HERIS-ID: 92246 Objekt-ID: 107159                                   | St.-Ruprecht-Straße 1a, östlich Standort KG: Bruck an der Mur    | Auf dem mehrmals erweiterten Friedhof befinden sich mehrere bemerkenswerte späthistoristische Grabbauten im neugotischen, Neurenaissance- und neoklassizistischen Stil vom Ende des 19. / Anfang des 20. Jahrhunderts: Andrieu, Gava, Till, Malissa, Weydmann. | BDA-Hist.: Q37759202 Status: § 2a Stand der BDA-Liste: 2025-06-30 Name: Friedhof von St. Ruprecht GstNr.: 509, 510/2, 512/2                                                                                         |
| ja   | Datei hochladen | Kalvarienberg HERIS-ID: 92356 Objekt-ID: 107275                                               | Standort KG: Bruck an der Mur                                    | | BDA-Hist.: Q37759820 Status: § 2a Stand der BDA-Liste: 2025-06-30 Name: Kalvarienberg GstNr.: .290/1, .290/2, 768                                                                                                   |
| ja   | Datei hochladen | Kalvarienbergkirche zum blutschwitzenden Heiland HERIS-ID: 50994 Objekt-ID: 56533             | Standort KG: Bruck an der Mur                                    | Die Kalvarienbergkirche zum blutschwitzenden Heiland steht erhöht südlich der Stadt. Der barocke Saalbau trägt einen Dachreiter und wurde anlässlich der Pestepidemie 1716 gestiftet, in den Jahren 1718/19 erbaut und 1846 renoviert. Das rechteckige Langhaus mit eingezogenem Chor ist durch Pilaster und umlaufendes Gebälk gegliedert. Die dreiachsige Fassade ist durch Eckpilaster, Lisenen und Stuckrahmen aufgelockert. Im Inneren dreijochiges Kreuzgratgewölbe mit eingezogenem Triumphbogen, der Chor ebenfalls mit Kreuzgratgewölbe, rechteckige Fenster. Barocke Altarausstattung und Positivorgel mit bemalten Flügeltüren. | BDA-Hist.: Q38043077 Status: § 2a Stand der BDA-Liste: 2025-06-30 Name: Kalvarienbergkirche zum blutschwitzenden Heiland GstNr.: .292 Kalvarienbergkirche zum blutschwitzenden Heiland, Bruck                       |
| ja   | Datei hochladen | Littmann-Till-Gruft HERIS-ID: 27493 Objekt-ID: 24020                                          | Standort KG: Bruck an der Mur                                    | | BDA-Hist.: Q37911699 Status: Bescheid Stand der BDA-Liste: 2025-06-30 Name: Littmann-Till-Gruft GstNr.: 509, 510/2                                                                                                  |
| ja   | Datei hochladen | Kath. Filialkirche hl. Ulrich und ehem. Friedhofsfläche HERIS-ID: 51931 Objekt-ID: 57761      | Sankt Ulrichstraße 9 Standort KG: Forstwald                      | Urkundlich wurde 1421 eine Kirche genannt. Die Filiale der Stadtpfarrkirche Bruck an der Mur ging 1965 an die Pfarrkirche St. Dionysen-Oberaich. Der gotische Kirchenbau entstand über mehrere Bauphasen. | BDA-Hist.: Q38048178 Status: § 2a Stand der BDA-Liste: 2025-06-30 Name: Kath. Filialkirche hl. Ulrich und ehem. Friedhofsfläche GstNr.: .7, 20/1 Filialkirche hl. Ulrich, Oberaich                                  |
| ja   | Datei hochladen | Römische Brücke bei St. Dionysen HERIS-ID: 37347 Objekt-ID: 36461                             | Oberdorf Standort KG: Oberdorf-Landskron                         | Die Bogenbrücke aus Bruchsteinmauerwerk steht in der Ortschaft Oberdorf am Weg nach Sankt Dionysen. | BDA-Hist.: Q1798599 Status: Bescheid Stand der BDA-Liste: 2025-06-30 Name: Römische Brücke bei St. Dionysen GstNr.: 676/1 Römerbrücke (Oberdorf)                                                                    |
| ja   | Datei hochladen | Paulahof HERIS-ID: 46211 Objekt-ID: 47932                                                     | Urgental 1 Standort KG: Oberdorf-Landskron                       | | BDA-Hist.: Q38019865 Status: Bescheid Stand der BDA-Liste: 2025-06-30 Name: Paulahof GstNr.: .44/1, .44/3, .44/2, .52, 182/1 Paulahof, Oberdorf-Landskron                                                           |
| ja   | Datei hochladen | Pfarrhof mit Wirtschaftstrakt und Ummauerung HERIS-ID: 102934 Objekt-ID: 119388               | Sankt Dionysen 3 Standort KG: Picheldorf                         | | BDA-Hist.: Q37792320 Status: § 2a Stand der BDA-Liste: 2025-06-30 Name: Pfarrhof mit Wirtschaftstrakt und Ummauerung GstNr.: .20, 669 Pfarrhof St. Dionysen                                                         |
| ja   | Datei hochladen | Kaplanstöckl/Pfarrstöckl HERIS-ID: 102938 Objekt-ID: 119392                                   | Sankt Dionysen 3 Standort KG: Picheldorf                         | Der mit einem Satteldach gedeckte Bau ist großteils aus Steinmauerwerk errichtet und reicht wahrscheinlich ins 16. Jahrhundert zurück. Im Jahre 2002 wurden unter dem Gebäude verschüttete Kellerräume festgestellt. Das Stöckl befindet sich nordwestlich des Pfarrhofs. | BDA-Hist.: Q37792343 Status: § 2a Stand der BDA-Liste: 2025-06-30 Name: Kaplanstöckl/Pfarrstöckl GstNr.: .20 Pfarrhof St. Dionysen                                                                                  |
| ja   | Datei hochladen | Kath. Pfarrkirche hl. Dionysius und Friedhof HERIS-ID: 102931 Objekt-ID: 119385               | Sankt Dionysen 3 Standort KG: Picheldorf                         | 1152 zum ersten Mal urkundlich erwähnt. Wann der Grundstein der mehrphasigen Kirche gelegt wurde, ist jedoch unbekannt. Wahrscheinlich ist sie in ihrem Kern noch romanisch (Reste einer flachen Holzdecke und Rundbogenfenster), aus der Frühzeit erhalten geblieben ist weiters ein Taufstein aus der Zeit um 1200. Fenster befinden sich nur an der Südseite, im Norden führt ein gedeckter Gang in den Pfarrhof. Die Decke des Langhauses bildet ein gotisches Netzrippengewölbe, das durch Strebepfeiler abgestützt wird. Zwischen dem 14. und 15. Jahrhundert wurde das Kircheninnere mit Fresken ausgemalt. Sie stellen Heilige, Propheten, Engel sowie die Dionysius- und Verkündigungslegende dar. Teile von ihnen wurden 1950 wieder freigelegt. Der im gotischen Baustil errichtete Chor stammt aus dem 16. Jahrhundert. Im späten 18. Jahrhundert wurde die Kirche barockisiert. Aus dieser Zeit stammt auch der Hochaltar, dessen Bild das Martyrium des Heiligen Dionysius darstellt. Der Turm stammt wohl aus der zweiten Bauphase der Kirche. | BDA-Hist.: Q37792307 Status: § 2a Stand der BDA-Liste: 2025-06-30 Name: Kath. Pfarrkirche hl. Dionysius und Friedhof GstNr.: .21, .22, 673 Pfarrkirche Sankt Dionysen                                               |
| ja   | Datei hochladen | Aufbahrungshalle HERIS-ID: 107457 Objekt-ID: 124784                                           | Sankt Dionysen 3 Standort KG: Picheldorf                         | | BDA-Hist.: Q37810117 Status: § 2a Stand der BDA-Liste: 2025-06-30 Name: Aufbahrungshalle GstNr.: 671 Aufbahrungshalle St. Dionysen                                                                                  |
| ja   | Datei hochladen | Wegkapelle HERIS-ID: 107459 Objekt-ID: 124797                                                 | gegenüber Sankt Dionysenstraße 21 Standort KG: Picheldorf        | | BDA-Hist.: Q37810152 Status: § 2a Stand der BDA-Liste: 2025-06-30 Name: Wegkapelle GstNr.: 678/1 Wegkapelle, St. Dionysen                                                                                           |
| ja   | Datei hochladen | Waldkapelle HERIS-ID: 107458 Objekt-ID: 124794                                                | Standort KG: Picheldorf                                          | | BDA-Hist.: Q37810140 Status: § 2a Stand der BDA-Liste: 2025-06-30 Name: Waldkapelle GstNr.: 665/1 Florianikapelle, St. Dionyen                                                                                      |
| ja   | Datei hochladen | Kath. Filialkirche hl. Nikolaus in Pischk und ehem. Friedhof HERIS-ID: 51738 Objekt-ID: 57485 | Nikolausweg 1a Standort KG: Pischk                               | | BDA-Hist.: Q38047264 Status: § 2a Stand der BDA-Liste: 2025-06-30 Name: Kath. Filialkirche hl. Nikolaus in Pischk und ehem. Friedhof GstNr.: .25, 35/1 Kath. Filialkirche hl. Nikolaus in Pischk und ehem. Friedhof |
| ja   | Datei hochladen | Kapelle beim Berglhof HERIS-ID: 46457 Objekt-ID: 48504                                        | Nikolausweg 30 Standort KG: Pischk                               | | BDA-Hist.: Q38021778 Status: Bescheid Stand der BDA-Liste: 2025-06-30 Name: Kapelle beim Berglhof GstNr.: .22/4 |
| ja   | Datei hochladen | Karl-Morré-Denkmal HERIS-ID: 92928 Objekt-ID: 107908                                          | Bahnhofstraße Standort KG: Wienervorstadt                        | Karl Morré, auch: Karl Morre, (* 8. November 1832 in Klagenfurt; † 21. Februar 1897 in Graz) war ein österreichischer Volksdichter, Dramatiker und Reichsratsabgeordneter. Morre widmete sich in seinen Schriften vor allem den sozialen Problemen der Landarbeiter. Der Sockel des Denkmals trägt neben seinem Geburts- und Sterbedatum auch die Inschrift: „Is do dö Welt a Norr'nhaus!“, ein Couplet aus dem Volksstück „s' Nullerl“ (1884). Sein erfolgreichstes Werk, das bis in die 1960er Jahre aufgeführt wurde. | BDA-Hist.: Q37760956 Status: § 2a Stand der BDA-Liste: 2025-06-30 Name: Karl-Morré-Denkmal GstNr.: 26/5 Karl Morré monument, Bruck an der Mur                                                                       |

## Ehemalige Denkmäler
| Foto |                 | Denkmal                                       | Standort                        | Beschreibung | Metadaten |
| ---- | --------------- | --------------------------------------------- | ------------------------------- | --- | --- |
| ja   | Datei hochladen | Wehranlage Oberaich Objekt-ID: 119383bis 2019 | Standort KG: Oberaich           | Die Wehranlage wurde von Fritz Haas 1942–1944 erbaut. Anmerkung: Die Wehranlage erstreckt sich über die Katastralgemeinden Oberaich und Oberdorf-Landskron. | BDA-Hist.: Q37792294 Status: § 2a Stand der BDA-Liste: 2019-01-23 Name: Wehranlage Oberaich GstNr.: 1154 Wehranlage Oberaich       |
| ja   | Datei hochladen | Wehranlage Oberaich Objekt-ID: 107870bis 2019 | Standort KG: Oberdorf-Landskron | Die Wehranlage wurde von Fritz Haas 1942–1944 erbaut. Anmerkung: Die Wehranlage erstreckt sich über die Katastralgemeinden Oberaich und Oberdorf-Landskron. | BDA-Hist.: Q37760874 Status: § 2a Stand der BDA-Liste: 2019-01-23 Name: Wehranlage Oberaich GstNr.: 692, 173/2 Wehranlage Oberaich |